# زيغمارينغن
زيغمارينغن (بالألمانية: Sigmaringen) هي مدينة وبلدة ألمانية تقع في ألمانيا في بادن-فورتمبيرغ. يقدر عدد سكانها بـ 16,582 نسمة .

## المدن التوأمة
مدن فيلدكيرخ، بوكسمير وثان هي مدن توأمة لـزيغمارينغن.

## أعلام
- أوسكار بفايفر
- ماري أميرة هوهنتسولرن زيغمارينغن
- لوتار شبيت
- ماكس غيز
- كارل ليمان
- الأمير يوهان غيورغ من هوهنزولرن
- ماري أنطوانيت مراد
- انفانتا أنتونيا من البرتغال
- كارل أنتوني، أمير هوهنتسولرن